# Valerij Zaluzjnyj
Valerij Fedorovitj Zaluzjnyj (ukrainska: Валерій Федорович Залужний), född 1973, är en ukrainsk general och före detta överbefälhavare för Ukrainas försvarsmakt. Han blev Ukrainas försvarschef i juli 2021 och samtidigt medlem av Nationella säkerhets- och försvarsrådet.
Zaluzjnyj utsågs av Time Magazine till en av de 100 mest inflytelserika personerna i världen 2022. Han har fått beröm för sin skicklighet att "anpassa sig till ett snabbt föränderligt slagfält" genom effektiv delegering och informationsinsamling under Rysslands invasion av Ukraina 2022.